# Равнокрылые
Равнокрылые, или равнокрылые хоботные (лат. Homoptera) — ранее выделявшийся отряд насекомых с неполным превращением. Объединяет цикад, тлей, белокрылок, листоблошек и др. Многие виды равнокрылых — вредители сельскохозяйственных культур и переносчики болезней растений.

## Статус группы
Проведённые в 1990-x годах исследования морфологии и анализ первичной последовательности ДНК выявили парафилетическую природу этой группы. В настоящее время равнокрылых объединяют с клопами в отряд полужесткокрылых (Hemiptera).

## Представители
- Sternorrhyncha — 17 000 видов;
- Auchenorrhyncha — 35 000 видов;
- Coleorrhyncha — 25 видов[7].